# Hieracium benulum
Hieracium benulum es una especie de planta con flor del género Hieracium, de la familia Asteraceae, orden Asterales.

## Distribución
Hieracium benulum se distribuye por Noruega.

## Taxonomía
Fue descrita científicamente por Magnusson. ex Elfstr. Fue publicada en Hier. Alp. Mittl. Skand.: 34 (1893).